# Stosswihr
 Stosswihr  (en alsacià Stooswihr) és un municipi francès, situat a la regió del Gran Est, al departament de l'Alt Rin. L'any 2007 tenia 1.370 habitants.

## Demografia
| 1962  | 1968  | 1975  | 1982  | 1990  | 1999  |
| ----- | ----- | ----- | ----- | ----- | ----- |
| 1.247 | 1.312 | 1.306 | 1.264 | 1.276 | 1.305 |

## Administració
| Període | Identitat         | Partit |
| ------- | ----------------- | ------ |
| 2001-   | Louis Schermesser |        |